# أنقذه الجرس (مسلسل)
أنقذه الجرس مسلسل تلفزيوني أمريكي يعتمد على كوميديا الموقف عرض على هيئة الإذاعة الوطنية من 20 أغسطس 1989 إلى 22 مايو 1993 حيث تم تصوير 4 أجزاء بواقع 86 حلقة.

## القصة
تدور أحداث المسلسل حول 6 أصدقاء يدخلون المدرسة الثانوية والحوادث التي تقع لهم خلال سنوات الدراسة الأربعة.

## الشخصيات
| الممثل(ة)        | الشخصية             | عدد الحلقات |
| مارك-بول غوسيلار | زاكاري موريس        | 86          |
| ماريو لوبيز      | ألبرت كليفورد سلاتر | 86          |
| داستين دايموند   | صأمويل باورز        | 86          |
| لارك فورهيز      | ليزا تورتل          | 86          |
| إليزابيث بيركلي  | جيسيكا ميرتل سبانو  | 76          |
| تيفاني تييسين    | كيلي كابوفسكي       | 74          |
| دينيس هاسكنز     | ريتشارد بيلدينغ     | 70          |
| إد ألونزو        | ماكس                | 19          |
| ليانا كريل       | توري سكوت           | 10          |
| تروي فرومين      | أوكس                | 9           |
| ---------------- | ------------------- | ----------- |

## جوائز المسلسل
| السنة | المهرجان               | الجائزة                                    | الحاصل عليها     |
| 1990  | مهرجان الفنانين الصغار | أفضل ممثلة شابة في مسلسل عائلي             | لارك فورهيز      |
| 1991  | مهرجان الفنانين الصغار | أفضل مسلسل عائلي                           | المسلسل          |
| 1991  | مهرجان الفنانين الصغار | أفضل ممثل رئيسي شاب في مسلسل               | مارك-بول غوسيلار |
| 1991  | مهرجان الفنانين الصغار | أفضل ممثلة شابة ضيفة شرف في مسلسل تلفزيوني | توري سبيلينغ     |
| 1993  | مهرجان الفنانين الصغار | أفضل ممثل شاب في مسلسل                     | ماريو لوبيز      |
| 1993  | مهرجان الفنانين الصغار | أفضل ممثلة شابة في مسلسل                   | لارك فورهيز      |
| ----- | ---------------------- | ------------------------------------------ | ---------------- |

## روابط خارجية
- أنقذه الجرس على موقع IMDb (الإنجليزية)
- أنقذه الجرس على موقع ميتاكريتيك (الإنجليزية)
- أنقذه الجرس على موقع فيلمافينيتي (الإسبانية)
- أنقذه الجرس على موقع كينوبويسك (الروسية)
- أنقذه الجرس على موقع ألو سيني (الفرنسية)
- أنقذه الجرس على موقع قاعدة بيانات الفيلم (الإنجليزية)